# Arco palmar superficial
O arco palmar superficial é formado predominantemente pela artéria ulnar, com uma contribuição do ramo palmar superficial da artéria radial.
O arco passa ao longo da palma da mão em uma curva.

## Imagens adicionais

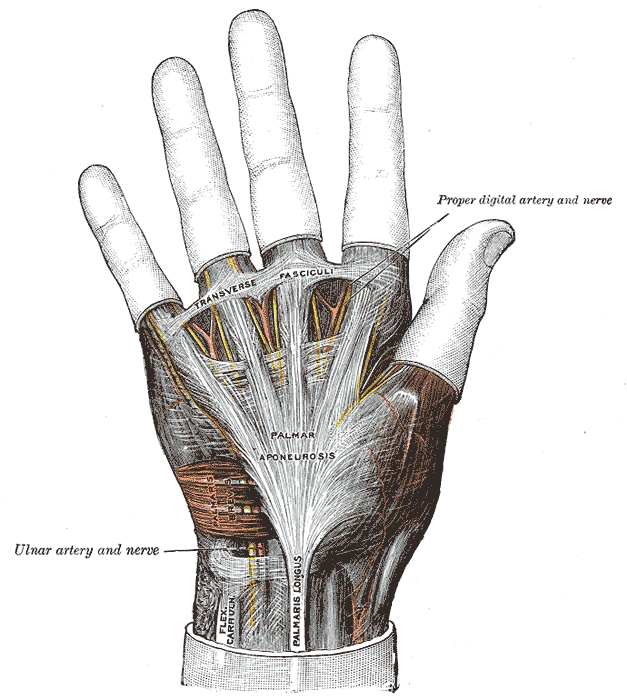
A aponeurose palmar.
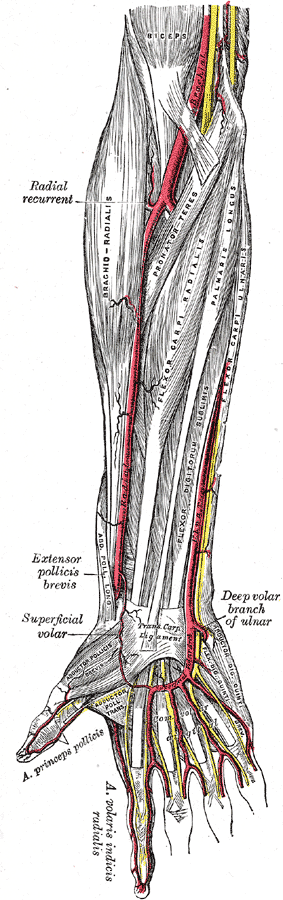
As artérias radial e ulnar.